# Choibalsan
Čojbalsan, italianizzata Choibalsan (in lingua mongola Чойбалсан), è la quarta città più grande della Mongolia dopo Ulan Bator, Erdenet e Darhan. È il capoluogo dell'ajmag (provincia) del Dornod e il centro amministrativo del sum di Hėrlėn (il quale ha un'area di 281 km²).

## Geografia fisica
Choibalsan è situata su una sponda del fiume Hėrlėn, ad un'altitudine di 747 m s.l.m.

### Clima
La città ha un clima semiarido (BSk) secondo la classificazione climatica di Köppen (anche se ha certe somiglianze con il clima continentale umido), con inverni freddissimi e molto secchi; le estati, invece, sono più umide e relativamente calde. Secondo la media climatica 1961-1990 il mese più freddo dell'anno a Choibalsan è gennaio, con -20,5 °C di temperatura media, mentre il mese più caldo dell'anno è luglio, con 19,8 °C di temperatura media. Dal 1961 la temperatura più alta raggiunta è stata di 41,2 °C il 25 giugno 2010, mentre la più bassa è stata di -41,6 °C a gennaio. La temperatura media annua, durante il trentennio 1961-1990, è stata di 0,7 °C.

## Origini del nome
Il nome della città era Bajan Tùmėn (Баян Түмэн) fino al 1941, quando fu ribattezzata in onore del leader comunista Horloogijn Čojbalsan.

## Storia

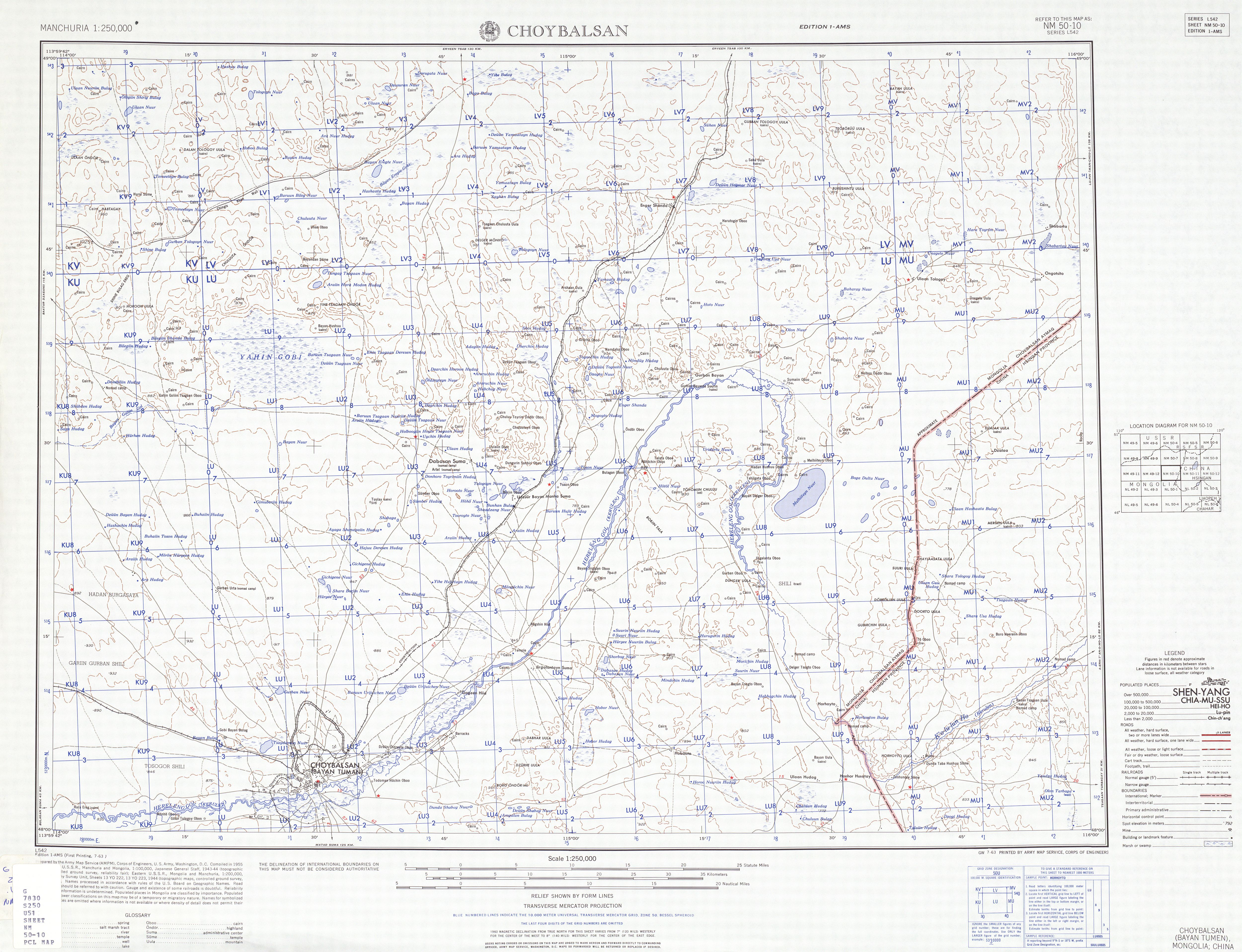
Choibalsan - chiamata nella mappa CHOYBALSAN (BAYAN TUMAN) - in una carta geografica del 1955

L'abitato è sorto per secoli lungo un'importante tratta commerciale, ma solo a partire dal XIX secolo si è sviluppato divenendo una città a tutti gli effetti, diventando nel corso del Novecento (e tuttora lo è) il principale polo economico della Mongolia orientale.

## Monumenti e luoghi di interesse
Per via della sua vicinanza con il luogo in cui avvenne la battaglia di Khalkhin Gol, a Choibalsan sorge un museo dedicato a Georgy Zhukov, eroe di quello scontro.

## Società

### Evoluzione demografica
Gli abitanti di Choibalsan erano 45.490 nel 1994, 41.714 nel 2000, 36.142 nel 2003, 39.500 nel 2006, 39.500 nel 2007, 38.150 nel 2008. La città ospita il 51,2% degli abitanti di tutta la provincia del Dornod.

### Etnie e minoranze straniere
Il gruppo etnico più numeroso nella città è quello dei Khalkha, con rilevanti minoranze di Buriati, di Barga e di Ùzėmčin. Anche la minoranza cinese è consistente: a Choibalsan esiste infatti la seconda Chinatown più importante del Paese, dopo quella di Ulan Bator.

## Infrastrutture e trasporti
Choibalsan ha un aeroporto con una pista di decollo asfaltata e con voli regolarmente in arrivo da Ulan Bator e dalle città della Mongolia Interna di Hailar e di Manzhouli.